# Campeonato da Oceania Júnior de Atletismo de 1994
O Campeonato da Oceania Júnior de Atletismo de 1994 foi a 1ª edição da competição organizada pela Associação de Atletismo da Oceania para atletas com menos de 20 anos, classificados como júnior. O campeonato foi realizado em conjunto com o Campeonato da Oceania de Atletismo de 1994 entre os dias 23 a 26 de fevereiro de 1994. Teve como sede a cidade de Auckland, na Nova Zelândia, sendo disputadas 34 provas (18 masculino e 16 feminino). Teve como destaque a Nova Zelândia com 36 medalhas sendo 21 de ouro.

## Medalhistas
Os resultados completos podem ser encontrados conforme compilados por Bob Snow em  Athletics Papua New Guinea,  na revista Athletics Weekly,  e na página da História do Atletismo Mundial Júnior. 

### Masculino
| Evento                 | Ouro                           | Ouro     | Prata                           | Prata    | Bronze                            | Bronze   |
| ---------------------- | ------------------------------ | -------- | ------------------------------- | -------- | --------------------------------- | -------- |
| 100 metros             | Dean Wise · Nova Zelândia      | 10.94    | Matthew Coad · Nova Zelândia    | 10.95    | Amania Seru · Fiji                | 11.17    |
| 200 metros             | Matthew Coad · Nova Zelândia   | 21.56 w  | Dean Wise · Nova Zelândia       | 21.77 w  | Amania Seru · Fiji                | 22.28 w  |
| 400 metros             | Robert Brown · Austrália       | 49.05    | Chris Tooley · Nova Zelândia    | 49.97    | Kris Sievers · Austrália          | 50.46    |
| 800 metros             | Nick Burrow · Nova Zelândia    | 1:55.46  | Andrew Ward · Austrália         | 1:55.80  | Darren McVean · Austrália         | 1:55.94  |
| 1 500 metros           | Nick Burrow · Nova Zelândia    | 4:02.09  | Kristian Woolf · Austrália      | 4:08.17  | Clayton Pressley · Austrália      | 4:10.86  |
| 5 000 metros           | Duncan Ross · Nova Zelândia    | 14:51.31 | Shiraaz Haroon Shah · Fiji      | 16:20.17 | Isireli Naikelekelevesi · Fiji    | 16:42.35 |
| 110 metros barreiras   | Liam Whaley · Nova Zelândia    | 14.84 w  | Joseph Rodan · Fiji             | 15.71 w  |                                   |          |
| 400 metros barreiras   | Zion Armstrong · Nova Zelândia | 53.69    | Liam Whaley · Nova Zelândia     | 54.65    | Daniel Kaputin · Papua-Nova Guiné | 55.95    |
| 4×100 metros estafetas | Nova Zelândia                  | 42.07    | Austrália                       | 42.56    | Fiji                              | 42.76    |
| 4×400 metros estafetas | Nova Zelândia                  | 3:16.02  | Austrália                       | 3:19.40  | Papua-Nova Guiné                  | 3:25.90  |
| Salto em altura        | Glenn Howard · Nova Zelândia   | 2.15     | Dwayne Geddes · Nova Zelândia   | 2.00     | Tariq Khan · Fiji                 | 1.88     |
| Salto com vara         | Alani Hakalo · Tonga           | 3.80     | Scott Vinson · Austrália        | 2.35     |                                   |          |
| Salto em comprimento   | Paul Di Bella · Austrália      | 7.10 w   | Dean Wise · Nova Zelândia       | 6.95     | Farooq Dean · Fiji                | 6.94     |
| Salto triplo           | Driss Doukari · Austrália      | 14.01    | David Wilson · Guam             | 13.58    | Mark Ramby · Nova Zelândia        | 13.21    |
| Arremesso de peso      | Rodney Hogg · Nova Zelândia    | 13.20    | Raphaël Tini · Nova Caledônia   | 11.82    | Jone Cavubati · Fiji              | 11.04    |
| Lançamento de disco    | Luke Johnson · Nova Zelândia   | 44.80    | Victor Sako · Nova Caledônia    | 37.84    | Charles Winchester · Ilhas Cook   | 34.96    |
| Lançamento do martelo  | Glen Maher · Nova Zelândia     | 45.70    | Victor Sako Predefinição:1853   | 28.52    |                                   |          |
| Lançamento do dardo    | Steven Madeo · Austrália       | 62.76    | Andrew Harrison · Nova Zelândia | 58.26    | Scott Vinson · Austrália          | 56.40    |

### Feminino
| Evento                 | Ouro                                    | Ouro     | Prata                                | Prata    | Bronze                                  | Bronze   |
| ---------------------- | --------------------------------------- | -------- | ------------------------------------ | -------- | --------------------------------------- | -------- |
| 100 metros             | Rachel Rogers · Fiji                    | 12.58    | Adi Waqanitoga · Fiji                | 12.63    | Jodi Eastaughffe · Austrália            | 12.65    |
| 200 metros             | Rachel Rogers · Fiji                    | 25.03 w  | Renee Robson · Austrália             | 25.15 w  | Kelera Nacewa · Fiji                    | 25.36 w  |
| 400 metros             | Renee Robson · Austrália                | 57.01    | Shari Barrymore · Nova Zelândia      | 57.25    | Sisilia Dauniwe · Fiji                  | 58.25    |
| 800 metros             | Monique Ogilvie · Nova Zelândia         | 2:15.29  | Sisilia Dauniwe · Fiji               | 2:18.20  | Ilisapeci Ligalau · Fiji                | 2:19.27  |
| 1 500 metros           | Carina Hopkins · Nova Zelândia          | 4:33.04  | Monique Ogilvie · Nova Zelândia      | 4:40.87  | Katalaina Tinaitadrua · Fiji            | 4:56.56  |
| 3 000 metros           | Kate Inwood · Nova Zelândia             | 10:10.43 | Rebecca Rider · Austrália            | 10:45.02 | Ekari Raika · Fiji                      | 10:53.97 |
| 100 metros barreiras   | Rachel Rogers · Fiji                    | 14.64 w  | Ruth Chaney · Nova Zelândia          | 15.23 w  | Elaine Glen · Austrália                 | 15.47 w  |
| 400 metros barreiras   | Nicola Kidd · Nova Zelândia             | 63.92    | Elaine Ashbridge · Nova Zelândia     | 66.02    | Asenaca Shaw · Fiji                     | 69.09    |
| 4×100 metros estafetas | Nova Zelândia                           | 48.42    | Fiji                                 | 48.77    | Niue                                    | 53.10    |
| 4×400 metros estafetas | Nova Zelândia                           | 3:57.49  | Fiji                                 | 3:59.23  | Austrália                               | 4:06.01  |
| Salto em altura        | Carmen Hunter · Austrália               | 1.80     | Belinda Lavarack · Austrália         | 1.77     | Nadia Smith · Nova Zelândia             | 1.71     |
| Salto em comprimento   | Nadia Smith · Nova Zelândia             | 5.98     | Marica Likulawedua · Fiji            | 5.65 w   | Kelera Nacewa · Fiji                    | 5.50 w   |
| Salto triplo           | Elaine Glen · Austrália                 | 11.33 w  | Natalie Brown · Austrália            | 11.14 w  | Marica Likulawedua · Fiji               | 10.77    |
| Arremesso de peso      | Margareth Bringold · Polinésia Francesa | 12.62    | Marie-Chanelle Sako · Nova Caledônia | 12.55    | Sera Cawanibuka · Fiji                  | 11.77    |
| Lançamento de disco    | Fleurette Bartley · Nova Zelândia       | 43.02    | Kelly Ihaka · Nova Zelândia          | 42.62    | Margareth Bringold · Polinésia Francesa | 40.4     |
| Lançamento do dardo    | Bina Ramesh · Nova Caledônia            | 47.38    | Kim Blackwood · Nova Zelândia        | 44.38    | Linda Polelei · Nova Caledônia          | 42.34    |

## Quadro de medalhas (não oficial)
| Ordem | País               | Medalha de ouro | Medalha de prata | Medalha de bronze | Total |
| ----- | ------------------ | --------------- | ---------------- | ----------------- | ----- |
| 1     | Nova Zelândia      | 21              | 13               | 2                 | 36    |
| 2     | Austrália          | 7               | 9                | 7                 | 23    |
| 3     | Fiji               | 3               | 7                | 16                | 26    |
| 4     | Nova Caledônia     | 1               | 4                | 1                 | 6     |
| 5     | Polinésia Francesa | 1               | 0                | 1                 | 2     |
| 6     | Tonga              | 1               | 0                | 0                 | 1     |
| 7     | Guam               | 0               | 1                | 0                 | 1     |
| 8     | Papua-Nova Guiné   | 0               | 0                | 2                 | 2     |
| 9     | Ilhas Cook         | 0               | 0                | 1                 | 1     |
| 9     | Niue               | 0               | 0                | 1                 | 1     |
| Total | Total              | 34              | 34               | 31                | 99    |

## Participantes (não oficial)
Uma contagem não oficial rende o número de cerca de 143 atletas de 16 nacionalidades.
| - Samoa Americana (5) - Austrália (25) - Ilhas Cook (5) - Fiji (24) - Guam (6) - Nauru (2) | - Nova Caledônia (6) - Nova Zelândia (29) - Niue (7) - Marianas Setentrionais (4) - Papua-Nova Guiné (9) | - Samoa (1) - Ilhas Salomão (19) - Polinésia Francesa (8) - Tonga (1) - Vanuatu (1) |